# Acrelândia
Acrelândia er en kommune i den brasilianske delstat Acre.
Kommunen ligger på hovedvejen BR-364.